# جون فيليب كورن
جون فيليب كورن (بالسويدية: Johan Philip Korn)‏ هو رسام سويدي، ولد في 1728 في اوديفالا ‏ في السويد، وتوفي في 29 مارس 1796 في ستوكهولم في السويد.